# Florian Dick
Florian Dick est un footballeur allemand, né le 9 novembre 1984 à Bruchsal en Allemagne. Il évolue actuellement en Bundesliga au 1. FC Kaiserslautern comme arrière latéral.

## Carrière

### Clubs
| Saison    | Club           | Pays         | Championnat        | Coupes nationales | Coupes continentales |
| --------- | -------------- | ------------ | ------------------ | ----------------- | -------------------- |
| 2003-2004 | Karlsruher SC  | 2.Bundesliga | 29 matchs / 1 but  | 2 matchs          | -                    |
| 2004-2005 | Karlsruher SC  | 2.Bundesliga | 27 matchs          | 3 matchs          | -                    |
| 2005-2006 | Karlsruher SC  | 2.Bundesliga | 8 matchs           | -                 | -                    |
| 2006-2007 | Karlsruher SC  | 2.Bundesliga | 18 matchs          | -                 | -                    |
| 2007-2008 | Karlsruher SC  | Bundesliga   | 3 matchs           | -                 | -                    |
| 2008-2009 | Kaiserslautern | 2.Bundesliga | 31 matchs / 3 buts | 1 match           | -                    |
| 2009-2010 | Kaiserslautern | 2.Bundesliga | 33 matchs          | 3 matchs          | -                    |
| 2010-2011 | Kaiserslautern | Bundesliga   | 27 matchs / 1 but  | 3 matchs          | -                    |
| 2011-2012 | Kaiserslautern | Bundesliga   | 32 matchs / 2 buts | 3 matchs          | -                    |
| 2012-2013 | Kaiserslautern | 2.Bundesliga | 33 matchs / 1 but  | 4 matchs          | -                    |
| 2013-2014 | Kaiserslautern | 2.Bundesliga | 31 matchs / 3 buts | 5 matchs          | -                    |
| 2014-2015 | Bielefeld      | 3. Liga      | 38 matchs / 1 but  | 5 matchs / 1 but  | -                    |
| 2015-2016 | Bielefeld      | 2.Bundesliga | 32 matchs / 2 buts | 1 match           | -                    |
| 2016-2017 | Bielefeld      | 2.Bundesliga | 9 matchs           | -                 | -                    |
| 2017-2018 | Bielefeld      | 2.Bundesliga | 24 matchs / 1 but  | 1 match           | -                    |
| 2018-2019 | Kaiserslautern | 3. Liga      | 31 matchs          | 1 match           | -                    |

Dernière mise à jour le 19 mai 2012

## Palmarès
- Karlsruher SC
  - Vainqueur de la Bundesliga 2 en 2007.
- FC Kaiserslautern
  - Vainqueur de la Bundesliga 2 en 2010.